# Pamětní medaile Československé národní stráže Jana Jiskry z Brandýsa
Pamětní medaile Československé národní stráže Jana Jiskry z Brandýsa, je záslužná a pamětní dekorace, která má tři stupně:
- I. stupeň - zlatá medaile, ražená z obecného kovu a upravena zlacením
- II. stupeň - stříbrná medaile, ražena z obecného kovu a upravena postříbřením
- III. stupeň - bronzová medaile, ražena z obecného kovu